# My Little Pony - La passeggiata della principessa
My Little Pony - La passeggiata della principessa (My Little Pony: The Princess Promenade) è un film d'animazione in computer grafica del 2006 destinato al mercato home video americano. È il primo film che promuove la linea Crystal Princess (con pony che indossano vestiti ed accessori), nonché il ritorno di Spike (in una versione completamente ridisegnata) e il debutto delle Breezies. Oltre al film nel DVD sono inclusi: A Charming Birthday e Pinkie Pie and the Ladybug Jamboree. Il film era disponibile per un breve periodo di tempo sul sito hubworld.com (successore del sito MonkeyBarTV della Hasbro), insieme a My Little Pony: A Very Minty Christmas e My Little Pony Crystal Princess: The Runaway Rainbow.
In Italia il film è uscito il 12 aprile 2006 ed è stato trasmesso su Cartoonito il 12 ottobre 2014.

## Trama
La primavera è vicina, e i pony stanno preparando la parata di primavera con l'aiuto dei Breezies. Fiorellina risveglia per sbaglio Spike, un drago che ha dormito per mille anni sotto il castello di PonyVille. Spike spiega ai pony che il suo risveglio è legato alla presenza di una principessa, ma non essendocene decide di nominare Fiorellina principessa di PonyVille. Tutti sono entusiasti tranne Fiorellina che si sente allontanata dalle sue amiche a causa delle regole che Spike le impone. Fiorellina si trova ad un bivio: rimanere una principessa senza amici o rifiutare la carica rinunciando alla presenza di Spike che ritornerebbe in letargo.

## Breezie
È un incrocio tra un pony e una farfalla. Hanno le antenne ed ali che sono trasparenti e colorate. Vivono in un villaggio all'interno dei fiori con tanto di arredamento. Si occupano di giardinaggio e sono amiche dei pony, in special modo di Fiorellina.

## Personaggi
| Nome originale | Nome italiano | Caratteristiche |
| -------------- | ------------- | --- |
| Tra La La      | Tralalà       | Breezie dal manto rosa. Criniera e coda rosa caldo. Come simbolo ha un fiore.                                                                                             |
| Tiddlywink     | Tiddlywink    | Breezie dal manto viola. Criniera e coda rosa e viola. Come simbolo ha un fiore.                                                                                          |
| Zipzee         | Brezzolina    | Breezie dal manto giallo. Criniera e coda gialli e arancioni. Come simbolo ha un fiore. È allergica al polline dei fiori ed è molto curiosa.                              |
| Wysteria       | Fiorellina    | Pony dal manto violetto. Criniera e coda rosa e viola. Come simbolo ha dei fiori rosa. Ama coltivare diversi tipi di fiori.                                               |
| Minty          | Minty         | Pony dal manto verde menta. Criniera e coda rosa vivo e rosa caldo. Come simbolo ha tre caramelle alla menta rotonde. Ama tutte le cose di colore verde.                  |
| Pinkie Pie     | Nastrina      | Pony dal manto rosa caldo. Criniera e coda rosa pallido. Come simbolo ha tre palloncini. Le piace giocare.                                                                |
| Spike          | Spike         | Drago di colore blu. Artigli e spine gialli. Orecchie e addome arancioni. Ha un ciuffo di capelli viola. Il suo nome per intero è Maestro Kembrot Gillspot Nihits Spike.  |
| Sparkleworks   | Brillina      | Pony dal manto arancione. Criniera e coda rosa profondo. Come simbolo ha dei fuochi d'artificio. Le piace le cose che brillano.                                           |
| Sunny Daze     | Esterella     | Pony dal manto bianco. Criniera e coda gialli arancioni rosa vivo e viola. Come simbolo ha un sole. Le piace il surf, sciare e fare le capriole.                          |
| Rainbow Dash   | Colorella     | Pony dal manto azzurro. Criniera e coda color arcobaleno. Come simbolo ha due nuvole bianche unite da un arcobaleno. Le piace fare le cose in grande.                     |
| Cotton Candy   | Morbidella    | Pony dal manto rosa profondo. Criniera e coda bianchi e celesti. Come simbolo ha un cono gelato. Proprietaria del bar di PonyVille. Le piace chiacchierare.               |
| Daffidazey     | Narcisella    | Pony dal manto bianco. Criniera e coda gialli arancioni azzurri rossi e viola. Come simbolo ha un fiore rosa. Fa la parrucchiera e a volte indossa degli occhiali.        |
| Sweetberry     | Golosina      | Pony dal manto rosa profondo. Criniera e coda bianchi viola e verdi. Come simbolo ha una foglia verde a cui sono attaccati un fiore e una fragola. Le piace fare i dolci. |

## Colonna sonora
Le canzoni sono opera di Mark Watters (musica) e Lorraine Feather (testi).
1. Breezie Blossom Part 1 - Britt McKillip, Chantal Strad, Andrea Libman
2. Join the Promenade (Breezie Blossom Part 2) - Britt McKillip, Chantal Strad, Andrea Libman
3. Friendship and Flowers - Tabitha St. Germain
4. Feelin' Good - Brian Drummond, Ellen Kennedy
5. A Princess Is In Town - Brian Drummond
6. Every Pony is a Princess - Brian Drummond, Tabitha St. Germain, Janyse Jaud, Ellen Kennedy

Nella versione italiana le canzoni sono state tradotte e cantate dai rispettivi doppiatori.